# Ливърпул (лек крайцер, 1937)
Ливърпул (на английски: HMS Liverpool (C11)) е лек крайцер на Британския Кралски флот, от времето на Втората световна война от втората серия крайцери тип „Таун“. Заложен е на 17 февруари 1936 г., спуснат на вода на 24 март 1937 г. и влиза в експлоатация на 2 ноември 1938 г. Корабът е 8-ми поред, който носи това име. Кръстница на кораба става мисис Монтагю Норман – съпругата на управителя на Банк Оф Ингланд.
Крайцерът участва във Втората световна война. В патрулите в Далечния Изток, сраженията в Средиземно море, Арктическите конвои. В хода на боевете на два пъти е сериозно повреден от италианските торпедоносци. Изваден от състава на флота през април 1952 г. и продаден за скрап.
Девизът на кораба е: „Deus nobis haec otia fecit“ – Господ ни е дал свободата.

## Втора световна война
Началото на Втората световна крайцерът посреща на Източноиндийската станция в състава на 5-та ескадра крайцери. На 6 септември той излиза да посрещне плаващата база „Лучия“ в Оманския залив. От 10 септември е базиран в Аден, изпълнявайки функциите на прихващач на немски рейдери и блокадопробивачи. Тази задача изпълнява през целите септември и октомври. На 14 ноември крайцерът в преведен в състава на Китайската станция и прави преход до Хонконг с отбивки в Сингапур и Сайгон, където пристига на 10 декември. От 14 декември действа в китайски води, осъществявайки защита на търговията и прихващане на вражески съдове.

### Инцидентът с „Асама-Мару“
Продължавайки през януари да патрулира във водите на Китай и Япония, на 21 число и на 35 мили (56 километра) от остров Нииджиима прихваща и обискира японския лайнер „Асама-Мару“. По данни на Британското ръководство на борда му се намират немските моряци от търговския съд „Кълъмбъс“, потопен до Източното крайбрежие на САЩ, които плават към Германия. Съответстно, командващия Китайската станция изпраща „Ливърпул“ за прехващане на японския лайнер. Крайцерът пресича курса на лайнера на близко разстояние, карайки го да спре, след което изпраща обискираща партия в състав от 10 души, която, след като оглежда съда, сваля от него 21 пътника, предположително от състава на екипажа на „Кълъмбъс“.
Четири дни по-късно ръководството на Nippon Yusen изпраща в отставка капитана на „Асама-Мару“ – Ватанабе, инкриминирайки му „недостойно поведение“. Въпреки това, японската страна отправя дипломатически протест, обявявайки действията на Великобритания за злоупотреба на воюваща страна по отношение на неутрална такава, което служи за повод за нарастване на напрежението между двете страни. Независимо от негативно отношение на японската общественост, двете правителства се стремят да урегулират конфликта чрез преговори. На 5 февруари страните стигат до договореност за освобождаването на 9 немци и задължения от страна на Япония да не допуска на свои съдове немски граждани на военнонаборна възраст.
На 28 януари крайцерът влиза за ремонт в Хонконг, с края на който е насочен към обичайната си служба.

### Действия в Червено море
През април заедно с австралийския крайцер „Хобарт“ е преведен в състава на морските сили в Червено море, където поддържа военните операции в Сомалиленд.
На 13 май заедно с линкора „Рамилиес“, крайцерите „Кент“ и „Хобарт“, френския тежък крайцер „Сюфрен“, разрушителите „Декой“, „Дефендер“ и шлюпа „Шоръм“ съпровожда войсковия конвой US2, превозващ войски на ANZAC към Близкия изток, при неговия преход през Червено море. На 17 май крайцерът пристига в Порт Судан.

### В Средиземно море
През юни крайцера влиза в състава на 7-ма крайцерска ескадра на Средиземноморския флот. В състава на флота от линкорите „Уорспайт“ и „Малая“, самолетоносача „Игъл“, крайцерите на ескадрата и разрушители излиза за атаки над италианските северноафрикански конвои на позиция южно от Крит.
На 12 юни съвместно с крайцера „Глостер“ и четири разрушителя прави обстрел на Тобрук. Крайцерите обстрелват вражеските тралчици и стария броненосен крайцер „Сан Джорджо“, докато огъня на бреговите батареи не ги кара да отстъпят. Въпреки това, тралчикът „Джовани Берта“ е потопен.

#### Бой с конвоя Есперо
На 27 юни 1940 г. крайцера под флага на вицеадмирал Джон Тови заедно с крайцерите „Кент“, „Глостър“, „Нептун“, „Орион“ и „Сидни“ отплава за прикритие на крайцерите „Каледон“ и „Кейптаун“, съпровождащи конвой от Егейско море за Египет. По това време хидроплан „Съндърланд“ открива западно от Занте италиански конвой в състав от 3 разрушителя, доставящ подкрепления за Тобрук. 7-ма крайцерска ескадра се отделя за прихващане на това съединение.
Италианският конвой е засечен от „Ливърпул“ на 60 мили югозападно от нос Матапан в 18:30. В последващия бой, минималните разстояния в който надвишават 13 километра, е потопен разрушителя „Есперо“. Двата други успяват да се откъснат и пристигат в Бенгази заедно със своя товар. „Ливърпул“ в този бой получава попадение от 120 mm снаряд в кърмата, което не причинява значителни повреди. Британските крайцери при това изразходват над 5000 снаряда. На „Ливърпул“ остават около 40 снаряда на ствол. Толкова големия разход на снаряди командващия флота адмирал Кънингам обяснява пред Адмиралтейството неопитността на екипажа и воденето на боя при настъпващ здрач. Разходът на боеприпаси води до отмяна на операцията „MA3“ – провеждането от Малта на 2 конвоя: MF1 и MS1.

#### Боя при Калабрия
Операция „MA3“ е повторена едва на 7 юли вече с друго име – „MA5“, когато крайцерът в състава на съединение „A“, заедно с линкорите „Уорспайт“, „Малая“, „Роял Соверен“, самолетоносача „Игъл“, крайцерите „Нептун“, „Глостър“, „Орион“ и „Сидни“ и разрушителите „Дейнти“, „Дифендър“, „Хести“, „Хостайл“, „Хиперион“, „Айлекс“, „Импириал“, „Джуно“, „Вемпайър“ и „Вояджър“, излизат като далечно прикритие на конвоите MF1 и MS1. На 8 юли съединението е подложено на бомбардировка от хоризонтални бомбардировачи, в хода на която попадение получава крайцерът „Глостър“.
На 9 юли съединението участва в боя при Калабрия. „Ливърпул“ и „Нептун“ откриват огън в 15:22, 8 минути по-късно огън откриват италианските крайцери от разстояние 23 600 ярда (13,4 мили). В хода на продължилата престрелка линкорът „Уорспайт“ постига попадение в италианския линкор „Джулио Чезаре“ в 16:00, след което италианския флот напуска полето на боя. На 11 юли последват силни въздушни атаки. На 13 юли крайцерът получава повреди от поредните атаки.
На 21 юли крайцерът заедно с крайцера „Кейптаун“, разрушителите „Стюарт“, „Дейнти“, „Дифендър“ и „Даймънд“ съпровожда конвоя в пристанища на Егейско море и се връща с конвоя в Александрия.
На 29 юли крайцерът получава попадение от бомба в предния мостик, която не се взривява, но пробива по пътя си през палубата кула „B“. Това попадение за крайцера е могло да стане фатално.
На 30 юли във връзка с реорганизацията на леките сили на флота крайцера заедно с крайцерите „Глостър“ и „Кент“ е преведен в 3-та крайцерска ескадра на контраадмирал Edward de Faye Renouf и влиза за ремонт отнел целия август.

#### Последващи действия
В края на август, на 30-о число крайцерът излиза в морето заедно с линкорите „Уорспайт“, „Малая“, самолетоносача „Игъл“, крайцерите „Кент“, „Глостър“, „Орион“ и „Сидни“, разрушителите „Декой“, „Айлекс“, „Империъл“, „Янус“, „Нубиън“, „Вемпайър“, „Вендета“ и полския ORP „Харланд“, като част от далечния ескорт на конвоя MS 2 за Малта (Операция „MB3“). На 2 септември флота се среща при Пантелерия със съединение в състав линкора „Валиънт“, самолетоносача „Иластриъс“, крайцерите „Калкута“ и „Ковънтри“, являващи се подкрепление за флота (Операция „HATS“). На 4 септември флота предприема въздушни атаки против Родос, а се връща в Александрия на 5 число.
На 17 септември „Иластриъс“ предприема въздушна атака над Бенгази. Той е съпровождан, освен от „Ливърпул“, от линкора „Валиънт“, тежкия крайцер „Кент“, крайцерите „Глостър“, „Орион“ и разрушителите „Нубиън“, „Мохавк“, „Хироу“, „Хести“, „Хиперион“, „Хиуорд“, „Декой“, „Джарвис“ и австралийския „Уотърхен“. Самолетите на самолетоносача атакуват съдовете в залива, а също поставят мини. В резултат – с торпеда са потопени разрушителят „Борея“ и параходите „Глория Стела“ (5490 брт) и „Мария Евгения“ (4702 брт), а разрушителят „Аквилон“ се натъква на мина и също потъва.
След това крайцерът „Кент“ и разрушителите „Нубиън“ и „Мохавк“ се отделят, за да атакуват в ранното утро италианските позиции в Бардия. Малко преди полунощ „Кент“ е торпилиран в кърмата от италиански торпедоносец и получава тежки повреди. След това „Кент“ е отбуксиран в Александрия от разрушителя „Нубиън“ под прикритието на крайцера „Орион“, крайцера за ПВО „Калкута“ и разрушителите „Мохавк“, „Джарвис“, „Джуно“, „Янус“ и австралийския „Вендета“.
На 22 септември крайцерът съпровожда самолетоносача „Иластриъс“ по време на поредното излизане на флота в Източното Средиземноморие. „Ливърпул“ се отделя заедно с крайцерите „Глостър“, „Кент“, и разрушителите „Мохавк“ и „Нубиън“ за съпровождение на конвоя от Александрия за Нафплион.
На 28 септември „Ливърпул“ съвместно с крайцера „Глостър“ прехвърля в Малта 1200 души от състава на RAF и подкрепления за острова, при преходе корабите са прикривани от крайцера „Сидни“.

#### Първо торпедно попадение
На 8 октомври крайцерът отплава в състава на флота, състоящ се от самолетоносачите „Игъл“ и „Иластриес“, линкорите „Малая“, „Ремилис“ и „Уорспайт“, крайцерите „Аякс“, „Глостър“, „Орион“, „Йорк“ и „Сидни“, разрушителите „Дейнти“, „Декой“, „Янус“, „Джарвис“, „Джуно“, „Стюарт“, „Вемпайър“ и полския „Харланд“ за превеждане на конвой MW 2 и настрещния конвой ME 4 от празни съдове в Египет. На 11 октомври съединението прикрива въздушните атаки на самолетите на „Игъл“ и „Иластриес“ над Лерос. На 12 октомври съединението е атакувано от италиански миноносци, един от които, „Артилиере“, е потопен от огъня на крайцера „Йорк“.
На 14 октомври, рано вечерта, след поредните атаки на Лерос, флота се насочва вкъщи, в Александрия. В това време крайцера е атакуван от два италиански торпедоносеца, бавно летящи на ниска височина. В 18:50 той получава попадение на торпедо в носовата част по десния борд. Взрива довежда до разлив на бензин от резервоар с авиационно гориво. На кораба има около 5000 галона високооктаново гориво за корабните хидроплани и гориво за корабните катери. Разлялото се гориво се смесва със 70 тона задбордна вода и протича на жилищната палуба. Независимо от издадената заповед за забрана за тютюнопущене и палене на огън, горивото се възпламенява от късо съединение. В 19:20 последва мощен взрив, който причинява големи разрушения в носовата част на кораба и изважда от строй кула „A“, като откъсва нейния покрив. Повредите са толкова сериозни, че екипажът започва да подготвя спасателните средства.
В това време крайцерът „Орион“ под прикритие на крайцерите за ПВО „Калкута“ и „Ковънтри“, а също и разрушителите „Дейнти“, „Декой“, „Даймънд“ и „Вемпайър“ вземат повредения крайцер на буксир и се насочва за Александрия на скорост 8 възела.
На 15 октомври при буксировката на крайцера се откъсва и потъва носовата част. През същия ден в морето погребват 12 загинали члена на екипажа, един от които е неразпознат. Още трима умират през нощта преди крайцерите да достигнат Александрия на 16 октомври. След това „Ливърпул“ влиза за дълъг предварителен ремонт до март 1941 г. Командира на кораба Артър Дънкан Рид в края на октомври е преведен на линкора „Ремилис“, а него заменят с Албърт Лорънс Поланд.
През ноември адмиралтейството обявява, че в резултат на атаката са загинали 3 офицера и 27 матроса. Още 35 души са ранени. Радарите наистина са засекли приближаващите се самолети и до флота даже е изпратено предупреждение, но неопитните вахтени оператори не успяват точно да идентифицират целите и не предупреждават капитана на мостика за заплахата.
В хода на предварителния ремонт е произведена и поставена врееменна носова част на кораба, след което той на 30 април 1941 г. през Индийския и Тихия океани отплава за ремонт в САЩ отбивайки се в Аден (5 – 6 май), Коломбо (12 – 13 май), Сингапур (17 – 20 май), Манила (24 – 25 май), Хонолулу (7 – 9 юни) и Сан Франциско (16 юни), пристигайки в корабостроителницата Мер Айлънд в Калифорния. Ремонтът продължава до октомври, но до септември присътствието на кораба се пази в тайна, докато Министерството на военноморския флот не публикува списък от 12 кораба, намиращи се в пристанища на САЩ.
Крайцерът напуска корабостроителницата на 3 ноември, пристигайки в Норфолк на Източното крайбрежие на САЩ на 17 ноември. След това крайцерът се отправя за вкъщи със спиране на Бермудите, пристигайки в Грийнок едва на 5 декември 1941 г., за да завърши поставянето на новите радиолокационни системи и провеждане на довършителните работи на отминалия ремонт.
През януари на крайцера са монтирани радарите: Type 273 за надводно следене, Type 281 за въздушно, Type 284 – артилерийски радар на главния калибър и Type 285 – артилерийски радар за 4-дюймовите зенитни оръдия.

### Северните конвои
На 6 февруари крайцерът пристига в Скапа Флоу, влизайки в състава на флота на метрополията.
През март крайцера влиза в състава на 18-а ескадра крайцери, изпълняваща защитата на конвоите и носене на служба в северозападните подходи. Излиза заедно с крайцерите „Тринидад“, „Лондон“ и „Кент“ в патрул източно от острова Ян Майен за прикритие на прехода на конвоя PQ-12, насочващ се към Колския залив.
На 12 април влиза в състава на ескорта на обратния конвой QP-10 заедно с разрушителите „Пенджаби“, „Ориби“, „Марн“, „Фюри“ и „Еклипс“, прикриван от основните сили на Хоум Флийта. При прехода конвоя в течение на три дни е подложен на атаки от подводници и авиация, губейки от атаките три съда потоплени и един повреден. На 18 април крайцерът се отделя от конвоя, който пристига на 21 число в Рейкявик.
На 13 май крайцерът в състава на част от флота отплава за прикритие на завръщащия се от СССР повреден крайцер „Тринидад“. Групата от линкора „Дук оф Йорк“, самолетоносача „Викториъс“, крайцерите „Кент“, „Лондон“, „Нигерия“ и „Норфолк“ се разполага западно от острова Медвежий в Баренцево море, но така и не успяват да посрещнат завръщащия се крайцер. На 14 май той е поразен от бомба, и екипажа му го изоставя. На обратния път съединението също е подложеное на атаки.
На 23 май крайцерът отново е в морето, този път в състава на съединение с крайцерите „Кент“, „Нигерия“ и „Норфолк“ и разрушителите „Икарус“, „Марн“, „Онслоу“ и „Ориби“. Те прикриват поредния конвой – PQ-16 в състав от 35 съда. Започвайки от 25 число последват въздушни атаки на луфтвафе, повредили парахода „Карлтон“. Съвместните атаки на подводници и самолети, направили 242 полета водят до загубата за 26 – 27 число на 7 съда. Но „Ливърпул“ се отделя от конвоя на 26 число, за съпровождение на настрешния конвой QP-12, а се връща в базата си на 28 май.

### Отново в Средиземно море
На 5 юни крайцера излиза в морето като част от ескорта на специалния конвой ws19s с крайцера „Кения“ и разрушителите „Бедуин“, „Ескапейд“, „Икарус“, „Марн“, „Мачлес“, „Онслоу“, и ескортните миноносци „Бедсуорт“, „Бленкни“, „Мидълтън“ и полския „Куявяк“. Конвоя е предназначен за превоз на припаси за Малта – операция „Харпун“. На 11 юни, в Гибралтар, крайцера влиза в състава на съединение W, прикриващ конвоя в прехода му през Средиземно море. В състава на съединението, освен „Ливърпул“, влизат линкора „Малая“, самолетоносачите „Игъл“ и „Аргус“ и крайцерите „Кения“ и „Харибдис“. На 13 юни корабите на съпровождението провеждат зареждане с гориво. в 17:25 се показва и първият самолет на противника – само разуснавач.

#### Второ торпедно попадение
Вече на 14 юни конвоя югозападно от Сардиния е подложен на атака от 38 самолета на Оста. В хода на атаката е потопен транспортът „Танимбар“, а „Ливърпул“ е атакуван от торпедоносци и получава попадение от авиоторпедо. Първите две торпеда пресичат курса на кораба и минават по левия борд, още едно торпедо минава зад кърмата, но 4-тото торпедо от италиански торпедоносец уцелва десния борд в района на машинното отделение и отново осакатява крайцера. Това се случва в 11:25 в точката с координати 37°55′ с. ш. 7°38′ и. д. / 37.916667° с. ш. 7.633333° и. д.. Нахлуването на вода предизвиква крен от седем градуса и блокира рулевото управление. Скоростта на кораба пада до 4 възела. Също са блокирани подемниците за боеприпаси на кули „X“ и „Y“. На крайцера има 15 убити и 22 ранени.
В 12:40 крайцерът е взет на буксир от разрушителя „Антилопа“ и под ескорт на разрушителя „Уесткот“ и корветите „Джонквил“ и „Спири“ и се насочва за Гибралтар, но още в 16:26 буксира отдава конците, тъй като в 16:31 последва атака от 5 изтребител-бомбардировача Fiat CR.42. Но попадение не последва. В 17:28 крайцерът отново е взет на буксир, но буквално за няколко минути. В 18:00 последва поредната атака, този път от хоризонтални бомбардировачи: 1 Piaggio P.108 и 8 CANT Z.1007 Alcione. Отново без попадения, отново е взет на буксир едва в 19:45. В 20:15 последва втора атака от хоризонтални бомбардировачи – 5 Cant Z.1007. Без попадения. в 22:25 крайцера е подложен на атака 6 торпедоносеца. Без последствия.
На 15 юни в 14:22 крайцера отбива атаката на поредните три торпедоносеца. В 15:35 към отряда се присъединява буксира „Салвония“, на който „Антилопа“ и предава крайцера вечерта.
На 16 юни отряда е подложен на поредното нападение на вражеската авиация, но допълнителните повреди крайцера получава погрешка от интензивния зенитен огън на разрушителя „Уесткот“. На крайцера има много ранени, в т.ч. и трима убити.
На 17 число в 17:15 крайцерът пристига в Гибралтар и още в 19:20 към обследване на подводната част пристъпват водолазите. На крайцера е направен подготовителен ремонт за прехода му през океана във Великобритания. За там крайцера потегля едва на 5 август. С пристигането му във Великобритания крайцера влиза за повече от двегодишен ремонт в корабостроителницата „Dockyard“ в Розайт. В бойни действия крайцера няма възможност повече да участва.

## Коментари
1. ↑  Всички данни се привеждат към 1939 г.